# Sherman's March
Sherman's March: A Meditation on the Possibility of Romantic Love In the South During an Era of Nuclear Weapons Proliferation is een Amerikaanse documentaire uit 1986 geregisseerd door Ross McElwee.

## Inhoud
McElwee was oorspronkelijk van plan om een documentaire te maken over de Mars naar de zee van generaal William Sherman tijdens de Amerikaanse Burgeroorlog maar toen hij vlak voor het filmen werd gedumpt, werd het voor hem moeilijk om zijn werk en zijn persoonlijke problemen gescheiden te houden.

## Ontvangst
De film won de juryprijs op het Sundance Film Festival. Vanwege de persoonlijke aard van de film wordt hij beschouwd als een van de voorlopers van de moderne documentaire. In 2000 werd de film opgenomen in het National Film Registry.